# WBSC Américas
La WBSC Américas anteriormente conocida como Confederación Panamericana de Béisbol (COPABE), es el máximo ente rector del béisbol y softbol en América, con sede en Miami, Estados Unidos. Su actual presidenta es Aracelis León.

## Historia
Las conversaciones sobre la necesidad de una Confederación Panamericana de Béisbol surgieron con la fundación de la Confederación Europea de Béisbol en la década de 1950, aunque no fue hasta 1984, durante la Copa Mundial de Béisbol que se jugó en Cuba y después de tres décadas se consideró que era algo innecesario desde entonces. En realidad, la Federación Internacional de Béisbol ya estaba más o menos dirigida por los países latinoamericanos, que 12 países de las Américas finalmente votaron a favor de la Confederación. La primera reunión ejecutiva de la Confederación Panamericana de Béisbol (COPABE) se celebró en marzo de 1985, y 11 países participaron en su primer Congreso el 15 de marzo. El Congreso vio la elección de Oswaldo Matías Flores (Cuba) como el primer presidente de la organización . El 5 de octubre de 1987 comenzó el primer Campeonato Panamericano (Cuba ganó el torneo) y el día después del Congreso eligió a Edwin Zerpa Pizzorno (Venezuela) como el nuevo Presidente de la organización. A fines de los años 80 y principios de los 90, COPABE se concentró en desarrollar torneos a nivel juvenil en todo el Continente.

## Países afiliados
31 federaciones de béisbol de toda América están afiliadas a la COPABE, sin que todas sean de carácter profesional.
| País                           | Federación                                           | Sede                | Fundación | Presidente           |
| ------------------------------ | ---------------------------------------------------- | ------------------- | --------- | -------------------- |
| Argentina                      | Federación Argentina de Béisbol                      | Buenos Aires        |           | Roberto Braccini     |
| Aruba                          | Amateur Baseball Bond Aruba                          | Oranjestad          | 1950      | Sherwin Howell       |
| Bahamas                        | Bahamas Baseball Association                         | Nassau              | 1954      | Samuel Rodgers       |
| Bermudas                       | Bermuda Baseball Federation                          | Hamilton            |           | David Bedard         |
| Bolivia                        | Federación Boliviana de Béisbol y Sóftbol            | Cochabamba          |           | Alex Camacho         |
| Brasil                         | Confederação Brasileira de Beisebol e Softbol        | Sao Paulo           | 1990      | Jorge Otsuka         |
| Canadá                         | Baseball Canadá                                      | Ottawa              | 1964      | Jason Dickson        |
| Chile                          | Federación de Béisbol y Sóftbol de Chile             | Santiago de Chile   |           | Juan Becerra         |
| Colombia                       | Federación Colombiana de Béisbol                     | Barranquilla        |           | Jimmy Char           |
| Costa Rica                     | Federación Costarricense de Béisbol                  |                     |           | Rodrigo Vargas       |
| Cuba                           | Federación Cubana de Béisbol                         | La Habana           |           | Higinio Velez        |
| Curazao                        | Curaçao Baseball Federation                          | Willemstad          | 1934      | Micheline Heyliger   |
| Ecuador                        | Federación Ecuatoriana de Béisbol                    | Guayaquil           |           | Juan Quintana        |
| El Salvador                    | Federación Salvadoreña de Béisbol                    | San Salvador        |           | Jorge Cabrera        |
| Estados Unidos                 | USA Baseball                                         | Durham              | 1978      | Mike Gaski           |
| Guatemala                      | Federación Nacional de Béisbol de Guatemala          | Ciudad de Guatemala |           | Guillermo Barillas   |
| Guyana                         | Guyana Baseball League Inc.                          | Georgetown          | 2012      | Robert Singh         |
| Haití                          | Association Haitienne De Baseball & Softball         | Puerto Príncipe     |           | Gardy Cyriaque       |
| Honduras                       | Federación Hondureña De Béisbol                      | Tegucigalpa         |           | Mario Rojas          |
| Islas Vírgenes Británicas      | British Virgin Islands Baseball Federation           | Tórtola             |           |                      |
| Islas Vírgenes Estadounidenses | United States Virgin Islands Baseball Federation     | Saint Croix         |           |                      |
| Jamaica                        | Jamaica Baseball Association                         | Kingston            |           | Uel Denison Gordon   |
| México                         | Federación Mexicana de Béisbol                       | Ciudad de México    |           | Enrique Mayorga      |
| Nicaragua                      | Federación Nicaragüense de Béisbol Asociados         | Managua             |           | Nemesio Porras       |
| Panamá                         | Federación Panameña de Béisbol                       | Ciudad de Panamá    | 1944      | Benicio Robinson     |
| Perú                           | Federación Deportiva Peruana de Béisbol              | Lima                | 1926      | Víctor Ramos         |
| Puerto Rico                    | Federación de Béisbol Aficionado de Puerto Rico      | San Juan            | 1940      | José Quiles          |
| República Dominicana           | Federación Dominicana de Béisbol                     | Santo Domingo       | 1962      | Juan Nuñez           |
| Sint Maarten                   | Sint Maarten National Baseball Federation            | Sint Maarten        |           | Carlos Van Heyningen |
| Trinidad y Tobago              | Baseball/Softball Association of Trinidad and Tobago | San Juan            |           | Michael Legerton     |
| Venezuela                      | Federación Venezolana de Béisbol                     | Caracas             | 1927      | Aracelis León        |

## Organización
- Presidente:  Aracelis Lèon
- Vicepresidente:  Nemesio Porras
- Vicepresidente:  Higinio Velez
- Vicepresidente:  Sergio Martín
- Director General:  Max Estrada
- Secretario General:  Enrique Mayorga
- Tesorero:  Jaime Char
- Miembro:  Samuel Rodgers
- Miembro:  Jorge Otsuka
- Miembro:  Guillermo Barrillas

## Torneos organizados
| Torneo                                                  | Último torneo         | Campeón vigente                             | Próximo torneo     |
| ------------------------------------------------------- | --------------------- | ------------------------------------------- | ------------------ |
| Juegos Panamericanos (Panam Sports)                     | Santiago 2023         | Colombia (1)                                | Lima 2027          |
| Juegos Panamericanos (Femenino) (Panam Sports)          | Toronto 2015          | Estados Unidos (1)                          | Por definir 2023   |
| Campeonato Panamericano de Béisbol Sub-23               | Managua 2023          | Colombia (1)                                | Por definir        |
| Campeonato Panamericano de Béisbol Sub-18 - Juvenil AAA | La Paz 2022           |                                             | Por definir        |
| Campeonato Panamericano de Béisbol Sub-15 - Juvenil AA  | Playa del Carmen 2019 | República Dominicana (1) Estados Unidos (4) | Santo Domingo 2023 |
| Campeonato Panamericano de Béisbol Sub-14 - Juvenil A   | Tamaulipas 2018       | México (8)                                  | Descontinuado      |
| Campeonato Panamericano de Béisbol Sub-12 - Infantil AA | Aguascalientes 2023   | Estados Unidos (2)                          | Por definir        |
| Campeonato Panamericano de Béisbol Sub-10 - Infantil A  | San José 2019         | Panamá (4)                                  | Descontinuado      |

## Torneos descontinuados
| Torneo                                           | Último torneo    | Campeón vigente      | Más veces Campeón  |
| ------------------------------------------------ | ---------------- | -------------------- | ------------------ |
| Campeonato Panamericano de Béisbol Sénior        | San Juan 2010    | República Dominicana | Cuba (4)           |
| Campeonato Panamericano de Béisbol Sub-16        | Panamá 2016      | Panamá               | Estados Unidos (5) |
| Torneo Regional Caribe de Béisbol Sénior         | San Juan 2005    | República Dominicana | Única edición      |
| Torneo Regional Norte y Centro de Béisbol Sénior | Arizona 2005     | Estados Unidos       | Única edición      |
| Torneo Regional Norte y Centro de Béisbol Sub-18 | El Salvador 2006 | Nicaragua            | Única edición      |
| Torneo Regional Norte y Centro de Béisbol Sub-14 | Guatemala 2007   | Estados Unidos       | Única edición      |
| Torneo Regional Norte y Centro de Béisbol Sub-10 | La Ceiba 2006    | Estados Unidos       | Única edición      |
| Torneo Regional Sur de Béisbol Sénior            | Sao Paulo 2005   | Brasil               | Única edición      |
| Torneo Regional Sur de Béisbol Sub-10            | Córdoba 2006     | Venezuela            | Única edición      |
| Torneo Regional Sur de Béisbol Sub-14            | Barlovento 2006  | Venezuela            | Única edición      |